# معاشرة دون زواج
المعاشرة دون زواج أو الاستسرار أو أحيانًا المساكنة دون زواج أو التَّسَرِّي أو التَّحَظِّي أو الزنا (مصطلح ديني) هي علاقة شخصية وجنسية حرة دون زواج أو أوراق رسمية بين شخصين غير متزوجين أو لا يمكن لهما الزواج لكن يعيشان تحت سقف واحد. وقد ترجع أسباب عدم القدرة على الزواج لعوامل متعددة مثل الرغبة الشخصية، الاختلاف في الوضع الاجتماعي، قوانين منع تعدد الزيجات، المحظورات الدينية أو المهنية، أو عدم الاعتراف من قبل السلطات المختصة. ويطلق على المرأة في هذه العلاقة بأنها («المحظية» أو «العشيرة» أو «الخليلة») (concubine)، كما يطلق لفظ («العشير» أو «الخليل») (concubin) على الرجل.
تباين شيوع ظاهرة المساكنة دون زواج في العالم العربي مقارنة باستفحاله في الثقافات الغربية التي وضعت قوانين وحقوق لحماية المحظيات، كما هو الحال بالنسبة لحقوق أطفالهن. خلافا لما كان عليه واقع الحال قديما إذ وبغض النظر عن وضع وحقوق المحظية آنذاك، فقد كانت دائما أقل شأنا من تلك الحقوق الخاصة بالزوجة باعتبارها دخلت المجازفة طواعية وعادة لا تملك لا هي ولا أطفالها حق الميراث. وفي بعض الأحيان كان الاستسرار غير الطوعي أو الخبيث يتضمن العبودية الجنسية لأحد أطراف العلاقة والتي عادة ما تكون المرأة. ومع ذلك، فإن العلاقات الجنسية خارج إطار الزواج كانت شائعة لا سيما بين الملوك والنبلاء حيث كانت المرأة في مثل هذه العلاقات توصف عادة بالخليلة أو العشيقة إلا أنه ورغم ذلك اعتبر أطفالها غير شرعيين وجرى منعهم من توريث لقب الأب أو الميراث حتى في حالة غياب ورثة شرعيين.

## لمحة تاريخية
تعني كلمة محظية في المفهوم العربي المرأةٌ المفضَّلة عند ذي الحظوة والسلطان، أما إيتيمولوجيا جاء أصل كلمة (Concubin) من اللغة الفرنسية والذي يعني «الشخص الذي ينام مع». إذ استعمل المصطلح في فرنسا لفترة طويلة كسمة تحقيرية، حيث كان يعتبر الاستسرار في بداية القرن العشرين مصاحبا للنساء ذوات السمعة السيئة كما كان القانون المدني الفرنسي أشد معارضيه. لكن خلال القرن التاسع عشر دعيت المحظيات من قبل التيارات الفلسفية والسياسية المختلفة والتابعة للحركات التحررية (خاصة تيار الأناركيين) إلى رفض ميثاق الزواج باعتباره في نظرهم مؤسسة غير شرعية.

## المساكنة في الأديان

### الإسلام
جاء الإسلام بتحريم الزنا أو المعاشرة الجنسية خارج نطاق عقد القران (النكاح) وشدد العقوبة ضد مرتكبيها، فهناك الكثير من الآيات القرآنية والأحاديث النبوية التي تدل على ذلك، منها:
﴿وَلَا تَقْرَبُوا الزِّنَى إِنَّهُ كَانَ فَاحِشَةً وَسَاءَ سَبِيلًا ۝٣٢﴾ [الإسراء:32]
﴿قُلْ لِلْمُؤْمِنِينَ يَغُضُّوا مِنْ أَبْصَارِهِمْ وَيَحْفَظُوا فُرُوجَهُمْ ذَلِكَ أَزْكَى لَهُمْ إِنَّ اللَّهَ خَبِيرٌ بِمَا يَصْنَعُونَ ۝٣٠﴾ [النور:30]
﴿وَالَّذِينَ هُمْ لِفُرُوجِهِمْ حَافِظُونَ ۝٥ إِلَّا عَلَى أَزْوَاجِهِمْ أَوْ مَا مَلَكَتْ أَيْمَانُهُمْ فَإِنَّهُمْ غَيْرُ مَلُومِينَ ۝٦ فَمَنِ ابْتَغَى وَرَاءَ ذَلِكَ فَأُولَئِكَ هُمُ الْعَادُونَ ۝٧﴾ [المؤمنون:5–7]
﴿وَالَّذِينَ لَا يَدْعُونَ مَعَ اللَّهِ إِلَهًا آخَرَ وَلَا يَقْتُلُونَ النَّفْسَ الَّتِي حَرَّمَ اللَّهُ إِلَّا بِالْحَقِّ وَلَا يَزْنُونَ وَمَنْ يَفْعَلْ ذَلِكَ يَلْقَ أَثَامًا ۝٦٨ يُضَاعَفْ لَهُ الْعَذَابُ يَوْمَ الْقِيَامَةِ وَيَخْلُدْ فِيهِ مُهَانًا ۝٦٩﴾ [الفرقان:68–69]
﴿قُلْ إِنَّمَا حَرَّمَ رَبِّيَ الْفَوَاحِشَ مَا ظَهَرَ مِنْهَا وَمَا بَطَنَ وَالْإِثْمَ وَالْبَغْيَ بِغَيْرِ الْحَقِّ وَأَنْ تُشْرِكُوا بِاللَّهِ مَا لَمْ يُنَزِّلْ بِهِ سُلْطَانًا وَأَنْ تَقُولُوا عَلَى اللَّهِ مَا لَا تَعْلَمُونَ ۝٣٣﴾ [الأعراف:33]

أما بخصوص الجنين الذي جاء نتيجة لارتكاب فاحشة الزنا، فهذا يحرم إجهاضه، فإذا خرج من بطن أمه حياً فليس بينه وبين أبيه من الزنا نسب ولا توارث، وإنما ينسب إلى أمه ويرث منها وترث منه، وذلك للقاعدة الفقهية التي تقول: المعدوم شرعاً كالمعدوم حساً.

### اليهودية

#### حديثا
في العصر الحديث، تعد المحظيات من اسفل الطبقات الاجتماعيه